# ولة
ولة هي قرية في مقاطعة كرج، إيران. يقدر عدد سكانها بـ 300 نسمة بحسب إحصاء 2016.